# 国際的監視網
国際的監視網（こくさいてきかんしもう、英: Global surveillance）は、国境を越え世界中の全人口を監視する国際的な監視社会、またはそれを可能とする仕組み。

## 概要
国際的監視網の系譜は、20世紀に締結されたUKUSA協定まで遡る。後に拡大を続け、オーストラリア、ニュージーランド、カナダの諜報機関を加えた「ファイブ・アイズ」へと発展した。この締結は、後に第三者国家群の諜報機関との協力関係へと進展し、1971年を契機として世界各地にエシュロンとして機能する施設が建設または設置される結果となった。情報化時代におけるプライバシーの権利についての議論を契機としたエドワード・スノーデンによる内部告発が行われるまで、陰謀論など都市伝説やフィクションといった類でこそ語られてきたものの、このようなシステムの実在がマスメディアや各国政府によって確認されることはなかった。